# Amiga 500
Pour les articles homonymes, voir A500.
L'Amiga 500 est le premier modèle bas de gamme de la famille d'ordinateurs personnels Amiga de Commodore International. Il sort en 1987, deux ans après l'Amiga 1000, en même temps que le modèle haut de gamme Amiga 2000. Il est en concurrence directe avec l'Atari 520ST. L'Amiga 500+ sortie en 1991 en est une version légèrement améliorée.

## Description
L'Amiga 500 utilise le processeur Motorola 68000, cadencé à 7,09 MHz (affichage PAL) ou 7,14 MHz (affichage NTSC).
La mémoire vive standard est de 512 ko. Cependant, une grande partie des utilisateurs l'augmente à 1 Mo en ajoutant une carte mémoire type A501 (cette mémoire est dite slow). Des possibilités d'extensions de mémoire supérieures (jusqu'à 8 Mo de plus) sont offertes par la RAM dite Fast RAM.
La puce Agnus, dans un premier temps capable d'adresser uniquement 512 ko de ChipRam (Agnus 8370/8371), puis Fat Agnus permet de gérer 1 Mo de ChipRam (Agnus 8372).
La puce Denise gère l'affichage, avec des modes d'écran allant de 320×256 pixels (en PAL, 200 en NTSC) à 640×512 pixels (400 en NTSC). 64 couleurs sur 4096 sont affichables en mode 320x256 (6bpp), et seize en mode 640. Cependant, la souplesse des chipsets rend très facile l'utilisation de deux modes spéciaux, le mode halfbright (« demi-tons » en français, quoique ce terme n'ait jamais été utilisé par la communauté Amiga) et le mode HAM-6 de 4096 couleurs simultanées (12 bits), avec des contraintes de proximité.
La puce Paula gère le son sur quatre voies. Ces voies étant cependant accessibles par DMA, et il ne fallut pas longtemps aux programmeurs pour surpasser ces limites, et n'utiliser que des échantillons lus directement en mémoire par Paula pour la musique.
Un lecteur de disquette standard double face/simple densité de 3,5 pouces est intégré de série au clavier, d'autres pouvant être connectés en externe.
Le lecteur a la particularité d'être complètement pilotable. En effet, l'Amiga peut formater des disquettes de façon complètement libre, le format de base des disquettes sous AmigaDOS étant de 880 ko, illisible sur compatible PC. Avec un logiciel comme Crossdos, il est cependant possible de lire des disquettes double face/simple densité provenant d'un PC, et formatées par ce même PC.
Deux ports DB-9 pour joystick, souris et crayon optique sont inclus : (qui peut gérer 3 boutons)
- un port série RS-232 standard de 25 contacts ;
- un port parallèle Centronics de 25 contacts.

L'Amiga 500 dispose d'une prise Péritel RVB pour la connexion TV, plus une prise composite PAL (en noir et blanc cependant). L'A520, qui se branche sur le port RVB, permet d'obtenir une sortie PAL en couleur.
Son poids est de 3,1 kg.

## Spécifications techniques
- Motorola 68000 ;

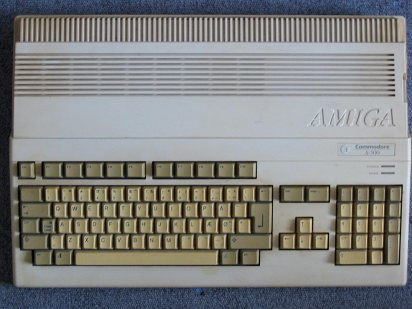
Amiga 500

- système d'exploitation par défaut : WorkBench 1.2 ou 1.3 (ayant un noyau multitâche préemptif) suivant la révision ;
- 512 ko de Chip RAM par défaut (mémoires sonore, graphique et logicielle se partageant les mêmes espaces mémoires) ;
- limite haute de 16 Mo de mémoire, due aux limitations du Motorola 68000 (adressage mémoire sur 24 bits) ;
- chipset OCS  ;
- sortie TV 50 Hz (PAL) et 60 Hz (NTSC) par défaut suivant les versions. Mode 50/60 Hz basculant logiciellement dans les révisions suivantes ;
- filtre passe-bas audio commutable logiciellement (la diode de l'alimentation s'éteignant (pour les modèles avec led rouge) ou baissant d'intensité quand le filtre est éteint) ;
- partage IRQ (comme le bus PCI) ;
- le système d'IRQ a 7 niveaux de priorité d'interruptions ;
- pas de limite dans le nombre d'interruptions ;
- périphériques gérés par Autoconfig, très similaire à l'ACPI. Les périphériques ne sont pas comptés ou nommés, ils donnent juste la taille et les adresses dont ils ont besoin.